# Tanjung Medang (Hulu Kuantan)
Tanjung Medang is een bestuurslaag in het regentschap Kuantan Singingi van de provincie Riau, Indonesië. Tanjung Medang telt 522 inwoners (volkstelling 2010).